# Hugh Chamberlen
Hugh Chamberlen (vers 1632 - après 1721) était un médecin, obstétricien et écrivain anglais.

## Biographie
Il a traduit en anglais le Traité d'obstétrique de François Mauriceau et a inventé un forceps qui porte son nom.